# Arcanum: Von Dampfmaschinen und Magie
Arcanum: Von Dampfmaschinen und Magie (engl. Arcanum: Of Steamworks and Magick Obscura) ist ein von Troika Games entwickeltes Computer-Rollenspiel mit Steampunk-Elementen, das im August 2001 von Sierra On-Line veröffentlicht wurde.

## Spielwelt und Handlung
Arcanum spielt in einer Welt, die alle typischen Rollenspielinhalte besitzt. So leben in dieser Welt Menschen, Elfen, Orks, Oger und Zwerge. Doch im Gegensatz zu anderen Rollenspielen findet in dieser Welt eine Industrielle Revolution statt, so dass neben der Magie auch technische Erfindungen wie Züge und Schusswaffen existieren. Auch die sonstigen Naturwissenschaften sind recht weit entwickelt.
Der Spieler übernimmt die Rolle des einzigen Überlebenden eines Luftschiffabsturzes. Da das Luftschiff abgeschossen wurde, gilt es den Grund herauszufinden. Dabei folgt man der Spur eines geheimnisvollen Rings.
Die gesamte Spieldauer beträgt über sechzig Stunden.

## Spielprinzip

### Rollenspielsystem
Am Anfang hat der Spieler die Wahl zwischen verschiedenen Rassen. Unter anderem Halblinge, Zwerge, (Halb-)Orks, Menschen und (Halb-)Elfen. Ein Klassensystem gibt es nicht. Der Spieler entscheidet während des Spiels, ob er lieber kämpft, zaubert oder schleicht. Die Gruppe des Spielers ist abhängig von den Attributen und der Gesinnung. Wenn man zum Beispiel einen Magier guter Gesinnung trifft und ihn in die Gruppe aufnehmen will, darf man keine böse Gesinnung haben. Wenn sich die Gesinnung im Lauf des Spiels verändert kann es passieren, dass sich ein Charakter von der Gruppe trennt. Es ist möglich, das Spiel auch ohne Gruppe durchzuspielen.
Besonderen Reiz erhält das Spiel durch den Gegensatz von Technologie und Magie, der das ganze Spiel durchzieht. Dieser zusätzliche Dualismus sorgt neben den rollenspieltypischen Gegensätzen von „Gut und Böse“ und „Schwerter oder Zauberei“ für eine hohe Komplexität sowohl des Charaktersystems als auch der Story.
Magisch begabte Charaktere erhalten Vorteile beim Einsatz von Zaubersprüchen, können jedoch keine technologischen Hilfsmittel einsetzen, zum Beispiel nicht mit der Eisenbahn fahren. Bei Technologen verhält es sich genau umgekehrt, die Nutzung physikalischer Gesetzmäßigkeiten verhindert ein sicheres Wirken von Zaubern. Dennoch ist es möglich, einen Mittelweg zu beschreiten: Dann profitiert der Charakter zwar weder von verstärkter Magie noch von technologisch bedingter Magieresistenz, kann jedoch beide Disziplinen beschränkt nutzen und kombinieren.
Neben dem Charaktersystem ist auch die Handlung des Spiels vom Widerstreit von Technologie und Magie durchzogen, und der Spieler wird des Öfteren gezwungen, sich für eine Seite zu entscheiden. Da diese Entscheidungen teilweise sehr unterschiedliche Auswirkungen haben, erhöht sich dadurch auch die Wiederspielbarkeit.

### Kampfsystem
Der Spieler hat die Wahl zwischen zwei Kampfsystemen, Rundenmodi und dem Kampf in Echtzeit. Dabei kann man nur die Hauptfigur steuern, die anderen Figuren agieren selbstständig. Eine Pause-Taste im Echtzeitmodus gibt es nicht. Kämpfe können sowohl mit magischen Mitteln, zum Beispiel Zaubersprüchen und magischen Waffen, als auch mit technologischen Mitteln, zum Beispiel Schusswaffen und Sprengstoffen, geführt werden. Der Spieler kann Kämpfe oft durch Diplomatie oder das „Umschleichen“ der Gegner ganz vermeiden.

## Geschichte

### Entwicklung
Arcanum: Von Dampfmaschinen und Magie wurde von Troika Games entwickelt und im August 2001 von Sierra On-Line veröffentlicht. Die Musik des Spieles wurde von Ben Houge komponiert. Es wurde auch eine auf Deutsch synchronisierte Version erstellt.

### Synchronisation
| Rolle         | deutscher Sprecher | englischer Sprecher |
| ------------- | ------------------ | ------------------- |
| Virgil        | Jan Reinartz       | Rino Romano         |
| Raven         |                    | Tasia Valenza       |
| Simeon Tor    |                    | Dwight Schultz      |
| Silberfürstin |                    | Diane Pershing      |
| Kan Hua       |                    | Kay Kuter           |
| Erzähler      |                    | Kay Kuter           |
| Z'an Al'urin  |                    | Phillese Sampler    |
| Loghaire      |                    | Barry Dennen        |
| Kerghan       |                    | Jeff Coopwood       |
| Gilbert Bates |                    | Nick Jameson        |
| Magnus        |                    | Julian West         |
| Arronax       |                    | Jim Ward            |
| Gar           |                    | Jim Ward            |
| Joachim       |                    | Jim Ward            |
| Nasrudin      |                    | Jim Ward            |
| Franklin      |                    | Michael Gough       |
| Torian        |                    | Mark Klastorin      |
| M'in Gorad    |                    | Gisselle Loren      |
| Geoffrey      |                    | Richard Tatum       |

### Patches
Das Spiel ist berüchtigt für seine unzähligen Bugs in der Software nach der Veröffentlichung. Troika veröffentlichte zur Korrektur dieser deswegen Patches, jedoch aufgrund der Schließung des Studios sind auch mit dem letzten verfügbaren Patch noch viele Probleme im Spiel verblieben. Deswegen wurden weitere Patches durch die Spielgemeinde entwickelt, sogenannte Community-Patches, welche viele der mit der letzten offiziellen Version bestehenden Probleme beheben konnten.

### Nachfolger
2000 gab Entwickler Tim Cain in einem Interview mit dem italienischen Spielemagazin bekannt, dass Troika Pläne für einen Nachfolger habe. Das Spiel trug den Arbeitstitel Journey to the Centre of Arcanum, die Entwicklung wurde jedoch nie abgeschlossen. Gemäß Troika-Gründer Leonard Boyarsky im September 2006 sollte das Projekt auf der Source-Engine basieren und Konzepte des Troika-Titels Vampire: The Masquerade – Bloodlines aufgreifen. Unstimmigkeiten zwischen dem Arcanum-Rechteinhaber Sierra Entertainment und Source-Entwickler Valve führten jedoch zur frühzeitigen Einstellung der Arbeiten.

## Rezeption
Spielezeitschriften nahmen das Spiel sehr gut auf, beispielsweise die US-amerikanischen Magazine PC Gamer und Computer Games Magazine kürten Arcanum zum Besten Rollenspiel des Jahres 2001, auch The New York Times besprach Arcanum wohlwollend. Der Soundtrack des Spiels wurde ebenfalls positiv aufgenommen und wurde von Forbes retrospektiv 2012 als einer der zwölf besten Computerspiel-Soundtracks überhaupt gelistet.
Hauptkritikpunkte waren die damals schon bei der Veröffentlichung veraltete Grafik, das Kampfsystem, ein äußerst behelfsmäßig umgesetzter Multiplayermodus und die unzähligen Bugs in der Software.
Das Spiel war das wirtschaftlich erfolgreichste Spiel von Troika, es landete nach dem Debüt auf dem 4. Platz der NPD Intelect's Bestseller-Liste. Insgesamt verkaufte es sich 234.000 mal mit Einnahmen von 8,8 Millionen USD.

### Aufführungen des Soundtracks
Der Soundtrack des Spiels wurde im Rahmen der GC 2005 im Gewandhaus in Leipzig von einem klassischen Orchester und 2008 in Moskau von einem Streichquartett interpretiert.